# Selce nad Blanco
Selce nad Blanco este o localitate din comuna Sevnica, Slovenia, cu o populație de 62 de locuitori.